# CONCACAF
Die Confederation of North, Central America and Caribbean Association Football (kurz CONCACAF, deutsch Nord-, zentralamerikanische und karibische Fußball-Konföderation) ist eine der Kontinental-Konföderationen des Weltfußballverbandes FIFA. Der Verband wurde im Jahre 1961 mit der Fusion von CCCF und NAFC gegründet und hat seinen Sitz in Miami im US-Bundesstaat Florida.
Ihm gehören alle selbständigen Staaten Nord- und Mittelamerikas einschließlich der Karibik sowie die auf dem südamerikanischen Kontinent gelegenen Staaten Suriname, Guyana und das französische Departement Französisch-Guayana an, die mit zur Karibik gezählt werden. Außerdem sind einige Territorien europäischer Mutterstaaten und der USA eigenständige Mitglieder und nehmen als solche an den Wettbewerben der CONCACAF und der FIFA teil. Dazu gehören Montserrat (britisch), Puerto Rico (US-amerikanisch) und Aruba (niederländisch). Diejenigen, die wie Guadeloupe (französisch) keine FIFA-Mitglieder sind, nehmen nur an den CONCACAF-Wettbewerben teil.
Der Verband ermittelt im CONCACAF Gold Cup den kontinentalen Meister und organisiert auch Vereinswettbewerbe wie den CONCACAF Champions Cup.

## Vollzugsausschuss
- Präsident: Victor Montagliani (Alfredo Hawit wurde verhaftet und suspendiert)[3]
- Generalsekretär: Philippe Moggio
- Nordamerikanische Zone Vizepräsident: Decio De Maria (Mexiko)
- Karibische Zone Vizepräsident: Rodolfo Villalobos (Costa Rica)

## Mitgliedsverbände

Früheres Logo bis 2018

Der CONCACAF gehören derzeit 41 nationale Fußballverbände an. Davon sind 31 Verbände gleichzeitig als Regionalverband Caribbean Football Union sowie sieben Verbände gleichzeitig in der regionalen Unterorganisation Unión Centroamericana de Fútbol zusammengeschlossen. Die drei Verbände der nordamerikanischen Zone (Kanada, Mexiko und USA) haben auf die Gründung des in der Satzung der CONCACAF ursprünglich vorgesehenen Regionalverbandes North American Football Union bislang verzichtet.
| Zone / Land                    | Regionalverband                                                |
| Nordamerika                    | NAFU (North American Football Union) (bislang nicht gegründet) |
| ------------------------------ | -------------------------------------------------------------- |
| Kanada                         | Canadian Soccer Association                                    |
| Mexiko                         | Federación Mexicana de Fútbol Asociación                       |
| USA                            | United States Soccer Federation                                |
| Zentralamerika                 | UNCAF (Unión Centroamericana de Fútbol)                        |
| Belize                         | Football Federation of Belize                                  |
| Costa Rica                     | Federación Costarricense de Fútbol                             |
| El Salvador                    | Federación Salvadoreña de Fútbol                               |
| Guatemala                      | Federación Nacional de Fútbol de Guatemala                     |
| Honduras                       | Federación Nacional Autónoma de Fútbol de Honduras             |
| Nicaragua                      | Federación Nicaragüense de Fútbol                              |
| Panama                         | Federación Panameña de Fútbol                                  |
| Karibik                        | CFU (Caribbean Football Union)                                 |
| Amerikanische Jungferninseln   | U.S. Virgin Islands Soccer Federation                          |
| Anguilla                       | Anguilla Football Association                                  |
| Antigua und Barbuda            | Antigua and Barbuda Football Association                       |
| Aruba                          | Arubaanse Voetbal Bond                                         |
| Bahamas                        | Bahamas Football Association                                   |
| Barbados                       | Barbados Football Association                                  |
| Bermuda                        | Bermuda Football Association                                   |
| Bonaire 1                      | Federashon Futbòl Boneriano                                    |
| Britische Jungferninseln       | British Virgin Islands Football Association                    |
| Curaçao                        | Federashon Futbòl Kòrsou                                       |
| Dominica                       | Dominica Football Association                                  |
| Dominikanische Republik        | Federación Dominicana de Fútbol                                |
| Französisch-Guayana 1´ 2       | Ligue de Football de La Guyane Française                       |
| Grenada                        | Grenada Football Association                                   |
| Guadeloupe 1                   | Ligue Guadeloupéenne de Football                               |
| Guyana 2                       | Guyana Football Federation                                     |
| Haiti                          | Fédération Haïtienne de Football                               |
| Jamaika                        | Jamaica Football Federation                                    |
| Cayman Islands                 | Cayman Islands Football Association                            |
| Kuba                           | Asociación de Fútbol de Cuba                                   |
| Martinique 1                   | Ligue de football de la Martinique                             |
| Montserrat                     | Montserrat Football Association                                |
| Puerto Rico                    | Federación Puertorriqueña de Fútbol                            |
| Saint-Martin 1                 | Comité de Football de Saint-Martin                             |
| Sint Maarten 1                 | Sint Maarten Soccer Association                                |
| St. Kitts und Nevis            | St. Kitts and Nevis Football Association                       |
| St. Lucia                      | St. Lucia Football Association                                 |
| St. Vincent und die Grenadinen | St. Vincent and The Grenadines Football Federation             |
| Suriname 2                     | Surinaamse Voetbal Bond                                        |
| Trinidad und Tobago            | Trinidad and Tobago Football Association                       |
| Turks- und Caicosinseln        | Turks and Caicos Islands Football Association                  |

## WM-Teilnehmer

### Männer
- 1930: USA, Mexiko
- 1934: USA
- 1938: Kuba
- 1950: Mexiko, USA
- 1954: Mexiko
- 1958: Mexiko
- 1962: Mexiko
- 1966: Mexiko
- 1970: Mexiko, El Salvador
- 1974: Haiti
- 1978: Mexiko
- 1982: El Salvador, Honduras
- 1986: Kanada, Mexiko
- 1990: USA, Costa Rica
- 1994: USA, Mexiko
- 1998: USA, Mexiko, Jamaika
- 2002: USA, Mexiko, Costa Rica
- 2006: USA, Mexiko, Costa Rica, Trinidad und Tobago
- 2010: USA, Mexiko, Honduras
- 2014: USA, Mexiko, Costa Rica, Honduras
- 2018: Mexiko, Costa Rica, Panama
- 2022: Kanada, Mexiko, USA, Costa Rica

### Frauen
- 1991: USA
- 1995: USA, Kanada
- 1999: USA, Kanada, Mexiko
- 2003: USA, Kanada
- 2007: USA, Kanada
- 2011: USA, Kanada, Mexiko
- 2015: USA, Kanada, Mexiko, Costa Rica
- 2019: USA, Kanada, Jamaika
- 2023: USA, Kanada, Costa Rica, Jamaika, Haiti, Panama

Anmerkung: fett = Weltmeister, kursiv = Gastgeber

## Wettbewerbe
Neben den Qualifikationsrunden zu Weltmeisterschaften und Olympischen Spielen richtet der Verband folgende Wettbewerbe aus:

### Für Nationalmannschaften
- CONCACAF Gold Cup, bis 1989 CONCACAF-Meisterschaft
- CONCACAF W Championship (seit 1991)
- CONCACAF Beach Soccer Meisterschaft (seit 2005)
- CONCACAF U-20-Meisterschaft (seit 1962)
- CONCACAF U-20-Meisterschaft der Frauen (seit 2004)
- CONCACAF U-17-Meisterschaft (seit 1983)
- CONCACAF U-17-Meisterschaft der Frauen (seit 2008)
- Futsal-Meisterschaft (seit 1996)
- Fußballturnier im Rahmen der Panamerikanischen Spiele
- CONCACAF Nations League (seit 2018, Qualifikation)

Eingestellt:
- Nordamerikanische Fußballmeisterschaft (1947, 1949, 1990, 1991)
- CCCF-Meisterschaft (1941–1961)
- Fußball-Zentralamerikameisterschaft (Copa Centroamericana) (1991–2017)
- Fußball-Karibikmeisterschaft (Caribbean Championship) (1989–2017)

### Klubwettbewerbe
- CONCACAF Champions Cup (1962–2008: CONCACAF Champions’ Cup, 2008–2023: CONCACAF Champions League)
- CONCACAF Central American Cup (1971–1984: Copa Fraternidad, 1996–1998: Copa de Grandes de Centroamerica, 1999–2007: Copa Interclubes UNCAF)
- CONCACAF Caribbean Cup (1997–2022: CFU Club Championship)
- CFU Club Shield
- CONCACAF Futsal Klub-Meisterschaft
- CONCACAF W Champions Cup

Eingestellt:
- CONCACAF Cup Winners’ Cup (1991–1998)
- FC Giants’ Cup (2001 einmalig ausgetragen)
- SuperLiga (2007–2011)
- CONCACAF League (2017–2022)